# Joseph Marius Ramus
Joseph Marius Ramus fue un escultor francés nacido el 19 de junio de 1805 en Aix-en-Provence y fallecido el 3 de junio de 1888 en Nogent-sur-Seine.

## Datos biográficos
A la edad de diecisiete años se trasladó a París donde asistió a la Escuela de Bellas Artes. asistiendo allí al taller de Jean-Pierre Cortot. Obtiene un segundo Premio de Roma en 1830 con la obra titulada Teseo vencedor del Minotauro (Thésée vainqueur du Minotaure). Gracias a la protección de Thiers participa en una misión artística en Italia. De regreso a París, continuó su laboriosa carrera y expone en diferentes Salones de París. Fue en 1839 recibido como miembro de la Academia de Bellas Artes en Aix-en-Provence.
En 1845 se casó con una mujer de Nogent-sur-Seine, donde se trasladó a vivir definitivamente. Allí descubrió el talento de Alfred Boucher, hijo de su jardinero. En 1852 fue nombrado Caballero de la Legión de Honor. Su estatua de Pierre Puget, actualmente expuesta en el parque Borély, le valió críticas de lo más diversas: la estatua se compara con la de un verdugo que muestra una cabeza cortada. Parrocel, la indulgencia personificada, admite que fue un hábil escultor, pero no un genio.

## Obras
Joseph Marius Ramus  tiene más de un centenar de obras, entre las mejores y más conocidas se incluyen las siguientes:
- Conde Auguste de Forbin, director general de museos, busto de yeso en el Louvre en París
- Tourville, busto del Museo Naval de París
- Saint Jean-Baptiste, estatua de mármol
- Portalis, estatua de mármol adquirido por el Ministerio del Interior para que los señores del Senado
- A primera vista (Une première pensée), estatua de mármol, en el Museo de Bellas Artes de Marsella
- Gassendi, estatua de bronce en Digne.
- Joseph Jérôme Siméon y Jean Étienne Marie Portalis (promotor del Código Civil), estatua de mármol en frente del palacio de justicia de Aix-en-Provence
- Pastor jugando con un niño.
- David Besson, prefecto de la Bouches-du-Rhone, busto de mármol,
- Estatua de bronce de Henri François-Xavier de Belsunce-Castelmoron, arzobispo de Belsunce
- Eugenio de Mazenod, Pio IX, Juan el Evangelista y el profeta Isaías, estatuas en Notre-Dame de la Garde de Marsella
- Ana de Austria, estatua de mármol del grupo de reinas de Francia y mujeres ilustres del Jardín de Luxemburgo, en París.
- Pescador lanzando el gavilán, mármol.
- Thiers,  estatua de yeso.
- Pierre de la Ramée, busto de terracota.
- Vicomte de Suleau, prefecto de la Bouches-du-Rhone y senador.
- Aix-en-Provence, Museo Granet (?) más de una docena de obras citadas por el Bénézit, entre ellas el Perseo vencedor del Minotauro

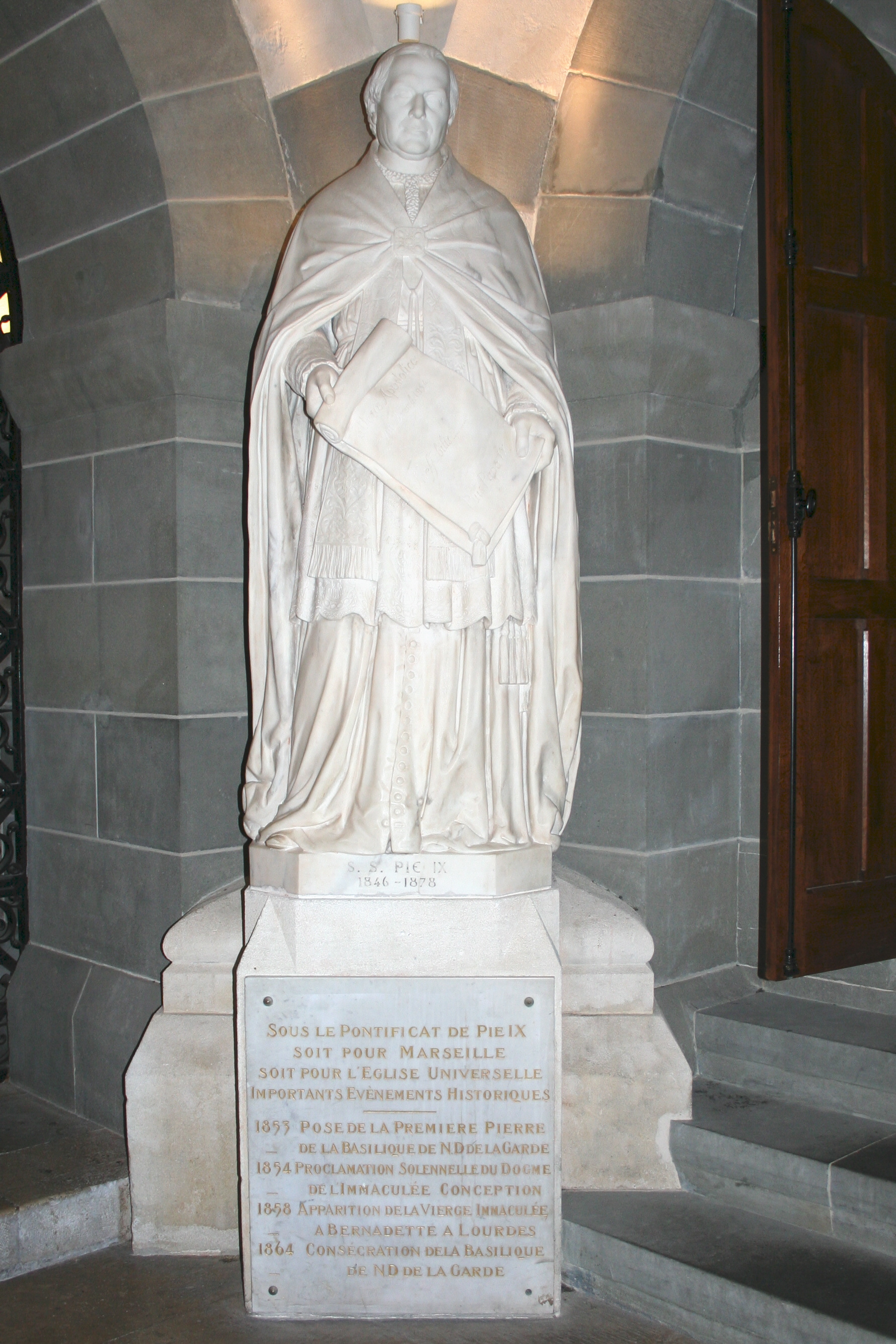
Pio IX Basílica de Notre-Dame de la Garde Marsella
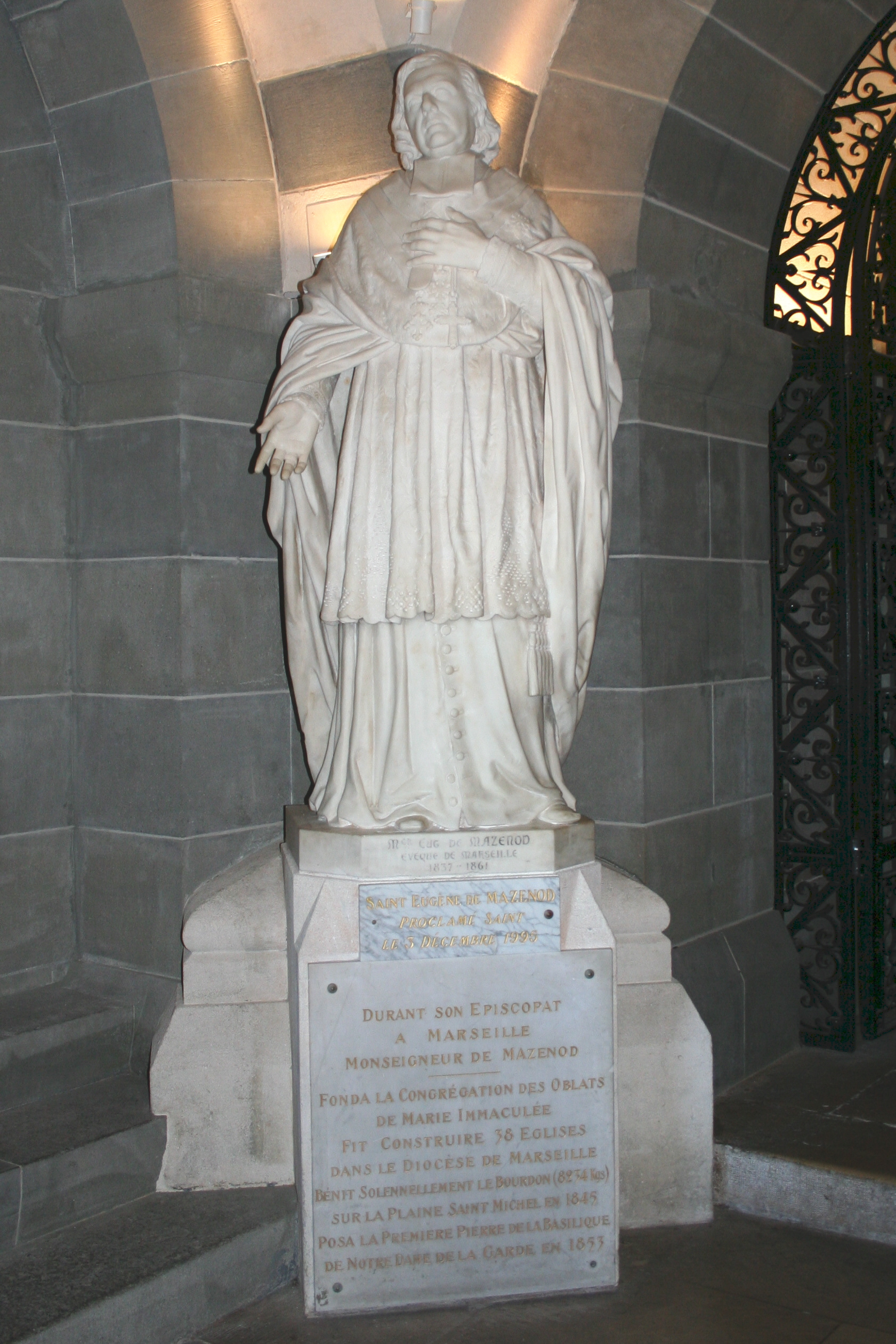
Moseñor de Mazenod Basílica de Notre-Dame de la Garde Marsella
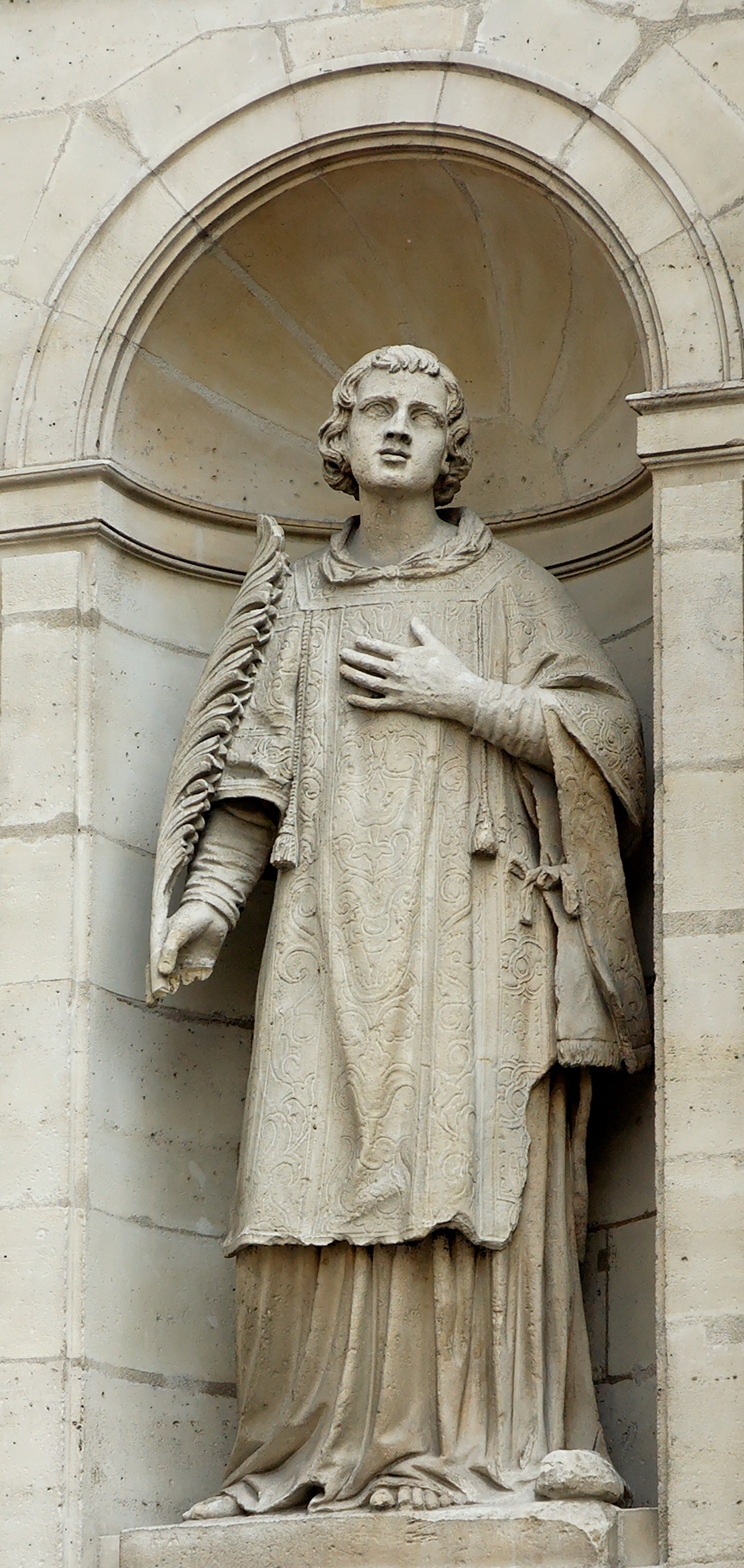
saint Étienne Fachada de la iglesia de Saint Étienne du Mont París
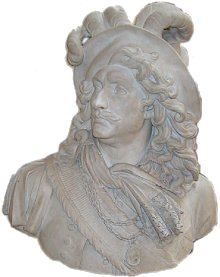
Busto de Tourville Museo de la Marina París
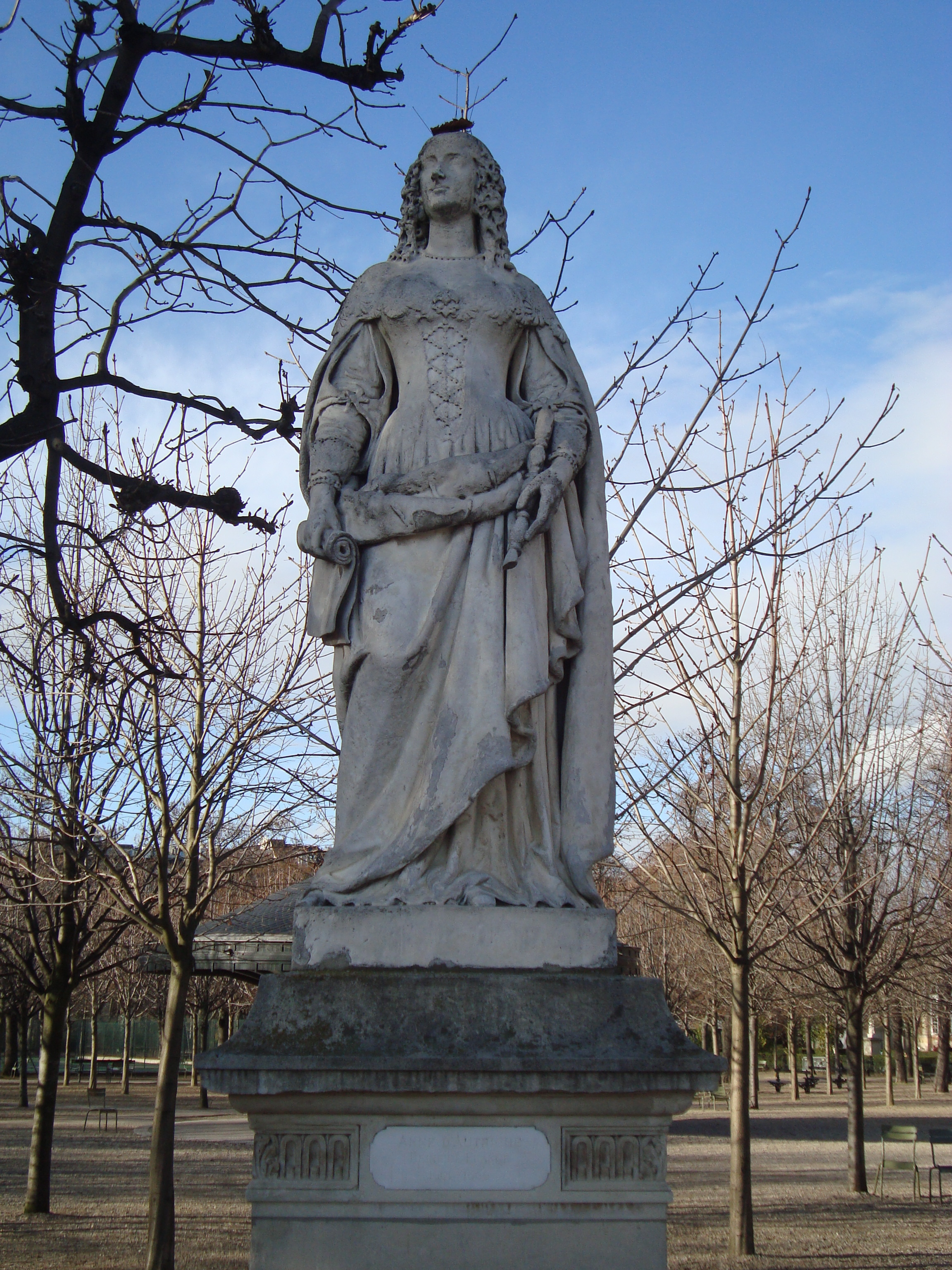
Ana de Austria, del grupo de reinas de Francia y mujeres ilustres del Jardín de Luxemburgo